# Couverture médiatique
La couverture médiatique peut se définir comme le traitement d’une information consacrée à un sujet, par différents canaux médiatiques (articles de presse, reportages, interviews), et la diffusion qui en est alors proposée au public.

## Conflit israélo-palestinien
La couverture médiatique du conflit israélo-palestinien est constamment critiquée par des allégations de partialité venant des deux bords, israélien et palestinien. Ces perceptions génèrent plus de plaintes que tout autre sujet et conduisent à une prolifération de groupes de surveillance des médias.
Dans les pays qui ont pris fait et cause pour l'un des belligérants du Proche-Orient, surtout dans les pays ayant une faible liberté de la presse, la présentation du conflit est naturellement biaisée. Il y a dans ce cas peu de contestation par leurs lecteurs de la présentation qu'en font les journalistes.